# 존 에이모스
존 앨런 에이모스 주니어(영어: John Allen Amos Jr., 1939년 12월 27일~2024년 8월 21일)는 미국의 미식축구 선수 출신 배우이다.

## 출연 작품

### 영화
- 배니싱 포인트 (1971) - 라디오 DJ 슈퍼 솔의 엔지니어 역
- 비스트마스터 (1982) - 세스 역
- 아메리칸 플라이어 (1985, American Flyers) - 콘래드 박사 역
- 구혼 작전 (1988) - 클리오 맥다월 역
- 다이하드 2 (1990) - 그랜트 소령, 미국 육군 특전부대 역

### 텔레비전
- Good Times (1974-76) - 제임스 에번스 시니어 역
- 뿌리 (1977) - 쿤타 킨테 역
- D.C. 특수수사대 (2000-01) - 이선 베이커 시장 역
- 웨스트 윙 (1999-2003) - 퍼시 피츠월리스 제독, 미국 합동참모본부 합참의장 역